# Nokia (stacja kolejowa)
Nokia (fiń. Nokian rautatieasema) – stacja kolejowa w Nokia, w regionie Pirkanmaa, w Finlandii. Znajduje się na linii Tampere-Pori. Stacja została zbudowana w 1895 roku i jest obsługiwana przez pociągi regionalne na trasie Tampere-Pori dwanaście razy na dobę, z czego połowa w każdym kierunku. W pobliżu stacji znajduje się przystanek autobusowy, postój taksówek, kawiarnia, kiosk i centrum biznesowe. Stacja jest wyposażona w automaty biletowe.